# Hermipa (luna)
Hermipa (grško Ερμίππη: Ermíppe) je Jupitrov naravni satelit (luna). Spada med  nepravilne lune z retrogradnim gibanjem. Je članica Anankine skupine Jupitrovih lun, ki krožijo okoli Jupitra v razdalji od 19,3 do 22,7 Gm in imajo naklon tira okoli 150°. 
Luno Hermipa je leta 2001 odkrila skupina astronomov, ki jo je vodil Scott S. Sheppard z Univerze Havajev. Prvotno so jo označili kot S/2003 J 3. Znana je tudi kot Jupiter XXX. Ime je dobila po Hermipi iz grške mitologije .
Luna Hermipa ima premer okoli 4 km in obkroža Jupiter v povprečni razdalji 21,131.000 km. Obkroži ga v  633  dneh in 22 urah po krožnici z veliko izsrednostjo (ekscentričnostjo), ki ima naklon tira okoli 150,7 ° glede na ekliptiko oziroma 149 ° na ekvator Jupitra. 
Njena gostota je ocenjena na 2,6 g/cm3, kar kaže, da je sestavljena iz kamnin. Verjetno je ostanek razpadlega asteroida. 
Luna izgleda zelo temna, njena odbojnost je 0,04. Navidezni sij je 22,1 m.